# Copa Rio de 2021
A Copa Rio de 2021 é a 25ª edição deste campeonato de futebol organizado pela Federação de Futebol do Estado do Rio de Janeiro (FERJ), o torneio teve início em 4 de agosto e terminará em 10 de novembro. O vencedor do torneio terá direito à escolha de uma vaga na Copa do Brasil de 2022 ou no Campeonato Brasileiro da Série D de 2022, ficando o vice-campeão com a vaga restante.

## Sistema de disputa
A competição será dividida em cinco fases, todas disputadas em caráter eliminatório. Na primeira fase terá as equipes classificadas das séries B1 e B2. Nas oitavas de final entram as equipes classificadas da Série A. As fases serão disputadas em ida e volta com igualdades sendo desempatadas nos pênaltis.
O campeão pode escolher uma vaga na Copa do Brasil de 2022 ou no Campeonato Brasileiro da Série D de 2022.

## Participantes
| Equipe            | Cidade                |
| ----------------- | --------------------- |
| 7 de Abril        | Rio de Janeiro        |
| America           | Rio de Janeiro        |
| Americano         | Campos dos Goytacazes |
| Angra dos Reis    | Angra dos Reis        |
| Artsul            | Nova Iguaçu           |
| Audax Rio         | Miguel Pereira        |
| Bangu             | Rio de Janeiro        |
| Barra da Tijuca   | Rio de Janeiro        |
| Boavista-RJ       | Saquarema             |
| Cabofriense       | Cabo Frio             |
| Campo Grande      | Rio de Janeiro        |
| Carapebus         | Carapebus             |
| Duque de Caxias   | Duque de Caxias       |
| Friburguense      | Nova Friburgo         |
| Gonçalense        | São Gonçalo           |
| Macaé             | Macaé                 |
| Madureira         | Rio de Janeiro        |
| Maricá            | Maricá                |
| Nova Iguaçu       | Nova Iguaçu           |
| Pérolas Negras    | Resende               |
| Resende           | Resende               |
| Sampaio Corrêa-RJ | Saquarema             |
| Serrano           | Petrópolis            |
| Volta Redonda     | Volta Redonda         |

### Primeira fase
Em itálico, os times que possuem o mando de campo no primeiro jogo do confronto e em negrito os times classificados.
| Equipe 1        | Total | Equipe 2          | 1.º jogo | 2.º jogo |
| --------------- | ----- | ----------------- | -------- | -------- |
| Carapebus       | 0–7   | Americano         | 0–5      | 0–2      |
| 7 de Abril      | 0–8   | America           | 0–4      | 0–4      |
| Pérolas Negras  | 2–1   | Serrano           | 0–0      | 2–1      |
| Campo Grande    | 5–2   | Angra dos Reis    | 3–1      | 2–1      |
| Barra da Tijuca | 2–3   | Duque de Caxias   | 1–2      | 1–1      |
| Nova Iguaçu     | 1–2   | Artsul            | 1–0      | 0–2      |
| Audax Rio       | 1–2   | Sampaio Corrêa-RJ | 0–0      | 1–2      |
| Maricá          | 5–3   | Gonçalense        | 2–2      | 3–1      |

### Fase final
Em itálico, as equipes que possuem o mando de campo no primeiro jogo do confronto e em negrito as equipes classificadas.
|  | Oitavas de final             | Oitavas de final             | Oitavas de final             | Oitavas de final             |       |                 | Quartas de final   | Quartas de final   | Quartas de final   | Quartas de final   |  |                | Semifinais                     | Semifinais                     | Semifinais                     | Semifinais                     |                      |   | Final                          | Final                          | Final                          | Final                          |
|  | 25 de agosto a 8 de setembro | 25 de agosto a 8 de setembro | 25 de agosto a 8 de setembro | 25 de agosto a 8 de setembro |       |                 | 8 a 22 de setembro | 8 a 22 de setembro | 8 a 22 de setembro | 8 a 22 de setembro |  |                | 29 de setembro a 20 de outubro | 29 de setembro a 20 de outubro | 29 de setembro a 20 de outubro | 29 de setembro a 20 de outubro |                      |   | 28 de outubro e 10 de novembro | 28 de outubro e 10 de novembro | 28 de outubro e 10 de novembro | 28 de outubro e 10 de novembro |
|  |                              |                              |                              |                              |       |                 |                    |                    |                    |                    |  |                |                                |                                |                                |                                |                      |   |                                |                                |                                |                                |
|  | Pérolas Negras (pen)         | 1                            | 0                            | 1 (4)                        |       |                 |                    |                    |                    |                    |  |                |                                |                                |                                |                                |                      |   |                                |                                |                                |                                |
|  | Bangu                        | 0                            | 1                            | 1 (3)                        |       |                 |                    |                    |                    |                    |  |                |                                |                                |                                |                                |                      |   |                                |                                |                                |                                |
|  | Bangu                        | 0                            | 1                            | 1 (3)                        |       | Pérolas Negras  | 0                  | 1                  | 1                  |                    |  |                |                                |                                |                                |                                |                      |   |                                |                                |                                |                                |
|  |                              |                              |                              |                              |       | Pérolas Negras  | 0                  | 1                  | 1                  |                    |  |                |                                |                                |                                |                                |                      |   |                                |                                |                                |                                |
|  |                              | Resende                      | 0                            | 0                            | 0     |                 |                    |                    |                    |                    |  |                |                                |                                |                                |                                |                      |   |                                |                                |                                |                                |
|  | Campo Grande                 | Resende                      | 0                            | 0                            | 0     | 1               | 0                  | 1                  |                    |                    |  |                |                                |                                |                                |                                |                      |   |                                |                                |                                |                                |
|  | Campo Grande                 |                              |                              |                              |       | 1               | 0                  | 1                  |                    |                    |  |                |                                |                                |                                |                                |                      |   |                                |                                |                                |                                |
|  | Resende                      | 0                            | 2                            | 2                            |       |                 |                    |                    |                    |                    |  |                |                                |                                |                                |                                |                      |   |                                |                                |                                |                                |
|  | Resende                      | 0                            | 2                            | 2                            |       |                 |                    |                    |                    |                    |  | Pérolas Negras | 3                              | 1                              | 4                              |                                |                      |   |                                |                                |                                |                                |
|  |                              |                              |                              |                              |       |                 |                    |                    |                    |                    |  | Pérolas Negras | 3                              | 1                              | 4                              |                                |                      |   |                                |                                |                                |                                |
|  |                              | Americano                    | 0                            | 3                            | 3     |                 |                    |                    |                    |                    |  |                |                                |                                |                                |                                |                      |   |                                |                                |                                |                                |
|  | Americano                    | Americano                    | 0                            | 3                            | 3     | 2               | 2                  | 4                  |                    |                    |  |                |                                |                                |                                |                                |                      |   |                                |                                |                                |                                |
|  | Americano                    |                              |                              |                              |       | 2               | 2                  | 4                  |                    |                    |  |                |                                |                                |                                |                                |                      |   |                                |                                |                                |                                |
|  | Boavista-RJ                  | 1                            | 0                            | 1                            |       |                 |                    |                    |                    |                    |  |                |                                |                                |                                |                                |                      |   |                                |                                |                                |                                |
|  | Boavista-RJ                  | 1                            | 0                            | 1                            |       | Americano (pen) | 1                  | 1                  | 2 (5)              |                    |  |                |                                |                                |                                |                                |                      |   |                                |                                |                                |                                |
|  |                              |                              |                              |                              |       | Americano (pen) | 1                  | 1                  | 2 (5)              |                    |  |                |                                |                                |                                |                                |                      |   |                                |                                |                                |                                |
|  |                              | America                      | 1                            | 1                            | 2 (4) |                 |                    |                    |                    |                    |  |                |                                |                                |                                |                                |                      |   |                                |                                |                                |                                |
|  | America                      | America                      | 1                            | 1                            | 2 (4) | 2               | 2                  | 4                  |                    |                    |  |                |                                |                                |                                |                                |                      |   |                                |                                |                                |                                |
|  | America                      |                              |                              |                              |       | 2               | 2                  | 4                  |                    |                    |  |                |                                |                                |                                |                                |                      |   |                                |                                |                                |                                |
|  | Friburguense                 | 0                            | 1                            | 1                            |       |                 |                    |                    |                    |                    |  |                |                                |                                |                                |                                |                      |   |                                |                                |                                |                                |
|  | Friburguense                 | 0                            | 1                            | 1                            |       |                 |                    |                    |                    |                    |  |                |                                |                                |                                |                                | Pérolas Negras (pen) | 1 | 1                              | 2 (7)                          |                                |                                |
|  |                              |                              |                              |                              |       |                 |                    |                    |                    |                    |  |                |                                |                                |                                |                                |                      | 1 | 1                              | 2 (7)                          |                                |                                |
|  |                              | Maricá                       | 1                            | 1                            | 2 (6) |                 |                    |                    |                    |                    |  |                |                                |                                |                                |                                |                      |   |                                |                                |                                |                                |
|  | Maricá                       | Maricá                       | 1                            | 1                            | 2 (6) | 1               | 3                  | 4                  |                    |                    |  |                |                                |                                |                                |                                |                      |   |                                |                                |                                |                                |
|  | Maricá                       |                              |                              |                              |       | 1               | 3                  | 4                  |                    |                    |  |                |                                |                                |                                |                                |                      |   |                                |                                |                                |                                |
|  | Cabofriense                  | 0                            | 1                            | 1                            |       |                 |                    |                    |                    |                    |  |                |                                |                                |                                |                                |                      |   |                                |                                |                                |                                |
|  | Cabofriense                  | 0                            | 1                            | 1                            |       | Maricá          | 0                  |                    |                    |                    |  |                |                                |                                |                                |                                |                      |   |                                |                                |                                |                                |
|  |                              |                              |                              |                              |       | Maricá          | 0                  |                    |                    |                    |  |                |                                |                                |                                |                                |                      |   |                                |                                |                                |                                |
|  |                              | Sampaio Corrêa-RJ            | 1                            |                              |       |                 |                    |                    |                    |                    |  |                |                                |                                |                                |                                |                      |   |                                |                                |                                |                                |
|  | Sampaio Corrêa-RJ            | Sampaio Corrêa-RJ            | 1                            | 0                            | 2     | 2               |                    |                    |                    |                    |  |                |                                |                                |                                |                                |                      |   |                                |                                |                                |                                |
|  | Sampaio Corrêa-RJ            |                              |                              | 0                            | 2     | 2               |                    |                    |                    |                    |  |                |                                |                                |                                |                                |                      |   |                                |                                |                                |                                |
|  | Volta Redonda                | 0                            | 0                            | 0                            |       |                 |                    |                    |                    |                    |  |                |                                |                                |                                |                                |                      |   |                                |                                |                                |                                |
|  | Volta Redonda                | 0                            | 0                            | 0                            |       |                 |                    |                    |                    |                    |  | Maricá         | 2                              | 2                              | 4                              |                                |                      |   |                                |                                |                                |                                |
|  |                              |                              |                              |                              |       |                 |                    |                    |                    |                    |  | Maricá         | 2                              | 2                              | 4                              |                                |                      |   |                                |                                |                                |                                |
|  |                              | Madureira                    | 0                            | 2                            | 2     |                 |                    |                    |                    |                    |  |                |                                |                                |                                |                                |                      |   |                                |                                |                                |                                |
|  | Duque de Caxias              | Madureira                    | 0                            | 2                            | 2     | 0               | 0                  | 0                  |                    |                    |  |                |                                |                                |                                |                                |                      |   |                                |                                |                                |                                |
|  | Duque de Caxias              |                              |                              |                              |       | 0               | 0                  | 0                  |                    |                    |  |                |                                |                                |                                |                                |                      |   |                                |                                |                                |                                |
|  | Macaé                        | 1                            | 1                            | 2                            |       |                 |                    |                    |                    |                    |  |                |                                |                                |                                |                                |                      |   |                                |                                |                                |                                |
|  | Macaé                        | 1                            | 1                            | 2                            |       | Macaé           | 1                  | 0                  | 1                  |                    |  |                |                                |                                |                                |                                |                      |   |                                |                                |                                |                                |
|  |                              |                              |                              |                              |       | Macaé           | 1                  | 0                  | 1                  |                    |  |                |                                |                                |                                |                                |                      |   |                                |                                |                                |                                |
|  |                              | Madureira                    | 1                            | 3                            | 4     |                 |                    |                    |                    |                    |  |                |                                |                                |                                |                                |                      |   |                                |                                |                                |                                |
|  | Artsul                       | Madureira                    | 1                            | 3                            | 4     | 0               | 2                  | 2                  |                    |                    |  |                |                                |                                |                                |                                |                      |   |                                |                                |                                |                                |
|  | Artsul                       |                              |                              |                              |       | 0               | 2                  | 2                  |                    |                    |  |                |                                |                                |                                |                                |                      |   |                                |                                |                                |                                |
|  | Madureira                    | 2                            | 1                            | 3                            |       |                 |                    |                    |                    |                    |  |                |                                |                                |                                |                                |                      |   |                                |                                |                                |                                |

## Premiação
| Copa Rio de 2021 Copa Rio          |
| ---------------------------------- |
| Pérolas Negras Campeão (1° título) |

## Artilharia
Atualizado 24 de outubro de 2021.
6 gols (1)
- Di María (Americano)

4 gols (2)
- Lelê (Maricá)
- Jones Carioca (America)

3 gols (3)
- Elias Constantino Pereira Filho (Sampaio Corrêa-RJ)
- Badola (Maricá)
- Sampaio (Madureira)

2 gols (10)
- Jefferson Lapaz (Campo Grande)
- Cláudio (Campo Grande)
- Wandinho (America)
- Lipe (America)
- Aloisio (Americano)
- Diego (America)
- Marcelo Cabral (Macaé)
- Walber (Maricá)
- Guilherme Augusto (Madureira)
- Carlão (Pérolas Negras)